# Charicrita
Charicrita är ett släkte av fjärilar. Charicrita ingår i familjen spinnmalar.
Kladogram enligt Catalogue of Life:
| Charicrita | \| \| Charicrita citrozona \| \| \| \| \| \| Charicrita othonina \| \| \| \| \| \| Charicrita sericoleuca \| \| \| \| |
|            | \| \| Charicrita citrozona \| \| \| \| \| \| Charicrita othonina \| \| \| \| \| \| Charicrita sericoleuca \| \| \| \| |
|            | Charicrita citrozona                                                                                                  |
|            | |
|            | Charicrita othonina                                                                                                   |
|            | |
|            | Charicrita sericoleuca                                                                                                |
|            | |